# Vejle Boldklub 2023-2024
Questa voce raccoglie le informazioni riguardanti il Vejle Boldklub nelle competizioni ufficiali della stagione 2023-2024.

## Rosa
| N. |                                 | Ruolo | Calciatore              |
| -- | ------------------------------- | ----- | ----------------------- |
| 1  | Inghilterra (bandiera)          | P     | Nathan Trott            |
| 2  | Danimarca (bandiera)            | D     | Christoffer Ravn        |
| 3  | Cile (bandiera)                 | D     | Miiko Albornoz          |
| 4  | Danimarca (bandiera)            | D     | Oliver Provstgaard      |
| 5  | Gambia (bandiera)               | C     | Hamza Barry             |
| 6  | Spagna (bandiera)               | D     | Raúl Albentosa          |
| 7  | Francia (bandiera)              | C     | Mouhamadou Drammeh      |
| 8  | Bosnia ed Erzegovina (bandiera) | C     | Azer Busuladzic         |
| 9  | Russia (bandiera)               | A     | German Onugkha          |
| 10 | Danimarca (bandiera)            | C     | Kristian Kirkegaard     |
| 11 | Gambia (bandiera)               | A     | Musa Juwara             |
| 13 | Bulgaria (bandiera)             | D     | Stefan Velkov           |
| 14 | Danimarca (bandiera)            | D     | Thomas Gundelund        |
| 15 | Ghana (bandiera)                | C     | Ebenezer Ofori          |
| 17 | Grecia (bandiera)               | A     | Dimitrios Emmanouilidis |

| N. |                      | Ruolo | Calciatore            |
| -- | -------------------- | ----- | --------------------- |
| 19 | Germania (bandiera)  | A     | Richard Sukuta-Pasu   |
| 20 | Croazia (bandiera)   | C     | Denis Kolinger (D)    |
| 21 | Danimarca (bandiera) | C     | Hans Höllsberg        |
| 22 | Serbia (bandiera)    | D     | Vladimir Arsic        |
| 23 | Fær Øer (bandiera)   | D     | Gilli Sörensen        |
| 24 | Danimarca (bandiera) | P     | Tobias Jakobsen       |
| 25 | Danimarca (bandiera) | C     | Tobias Lauritsen      |
| 30 | Danimarca (bandiera) | C     | Oliver Amby           |
| 31 | Slovenia (bandiera)  | P     | Igor Vekič            |
| 34 | Albania (bandiera)   | C     | Lundrim Hetemi        |
| 37 | Danimarca (bandiera) | A     | Christian Gammelgaard |
| 52 | Danimarca (bandiera) | A     | Andreas Bredahl       |
| 59 | Danimarca (bandiera) | D     | Marius Elvius         |
| 60 | Iran (bandiera)      | C     | Saeid Ezatolahi       |
| 99 | Ucraina (bandiera)   | P     | Dmytro Kosach         |

## Calciomercato
| Acquisti | Acquisti       | Acquisti    | Acquisti      |
| R.       | Nome           | da          | Modalità      |
| -------- | -------------- | ----------- | ------------- |
| D        | Gilli Sörensen | TB Tvøroyri | gratuito      |
| P        | Dmytro Kosach  | SønderjyskE | gratuito      |
| A        | Musa Juwara    | Bologna     | ?             |
| P        | Igor Vekič     | Bravo       | ?             |
| D        | Denis Kolinger | CFR Cluj    | fine prestito |
| C        | Hans Höllsberg | Esbjerg     | fine prestito |
| C        | Kevin Custovic | Cork City   | fine prestito |

| Cessioni | Cessioni             | Cessioni       | Cessioni      |
| R.       | Nome                 | a              | Modalità      |
| -------- | -------------------- | -------------- | ------------- |
| A        | Arbnor Mucolli       | IFK Göteborg   | gratuito      |
| P        | Lucas Hägg Johansson | Brommapojkarna | gratuito      |
| D        | Sirong Li            | ADO Den Haag   | fine prestito |

## Risultati

### Superligaen

#### Prima fase
| Aarhus 23 luglio 2023, ore 14:00 CEST 1ª giornata | Aarhus    | 1 – 0 | Vejle | Ceres Park |
| \| \| \| \| \| Bech 23’ \| Marcatori \| \|        |           |       |       |            |
|                                                   |           |       |       |            |
| Bech 23’                                          | Marcatori |       |       |            |